# Xã Madison, Quận Columbia, Pennsylvania
Xã Madison (tiếng Anh: Madison Township) là một xã thuộc quận Columbia, tiểu bang Pennsylvania, Hoa Kỳ. Năm 2010, dân số của xã này là 1.605 người.